# Dům Mattoni Trinkhalle
Dům Mattoni Trinkhalle, též znám pod jménem Piccadilly, stojí v centru lázeňské části Karlových Varů v městské památkové zóně v ulici Tržiště č. 25/1. Byl postaven v letech 1899–1900.

## Historie
Objekt byl vystavěn na místě staršího barokního domu Fregata. V letech 1899–1900 nechal novostavbu zbudovat podnikatel a průmyslník Heinrich Mattoni, mimo jiné i význačný obchodník s minerální vodou. Projekt domu vypracoval vídeňský architekt Karl Haybäck Dům pak sloužil jako nové zasilatelství minerální vody.
Po smrti Heinricha Mattoniho (14. května 1910) dům zakoupil Ernst Georg Wied, mj. majitel téměř sousedního domu Galex. V roce 1928 došlo k zásadní adaptaci domu Mattoni Trinkhalle, plány vypracoval stavitel Julius Srb.
V roce 1935 byla v přízemí domu zrealizována adaptace obchodu na bankovní provoz banky Kreditanstalt der Deutschen. Nový portál byl zřízen ve stylu klasicismu. Plány pro tuto úpravu i její realizaci zajistil architekt Hermann Wunderlich z německé techniky v Praze.

## Ze současnosti
V roce 2014 byl dům uveden v Programu regenerace Městské památkové zóny Karlovy Vary 2014–2024 v části II. (tabulková část 1–5 Přehledy) v seznamu navrhovaných objektů k zápisu do Ústředního seznamu nemovitých kulturních památek na území MPZ Karlovy Vary.
V současnosti (květen 2021) je evidován jako bytový dům v majetku společenství vlastníků.

## Popis domu
Nárožní čtyřpodlažní dům s obytným podkrovím se nachází v ulici Tržiště č. 25/1.
Jedná se o velmi úzký objekt tříosého průčelí na hloubkově orientované parcele postavený ve stylu pozdního historismus se secesními motivy.